# Le Septième Juré
Pour l’article homonyme, voir Le Septième Juré (téléfilm).
Pour plus de détails, voir Fiche technique et Distribution.
Le Septième Juré est un film de procès français en noir et blanc réalisé par Georges Lautner, sorti en 1962. 
Adapté du roman de Francis Didelot, publié en 1958 par les éditions Fayard, ce film est une « étude de mœurs » sur le milieu des notables en province.

## Synopsis
Par un chaud dimanche de septembre, Grégoire Duval, un pharmacien sans histoire de la petite ville de Pontarlier, se promène sur les berges d'un lac de la région. Il aperçoit une jolie jeune femme prenant un bain de soleil, les seins nus. Cédant alors à une soudaine pulsion, il s'approche et se précipite sur elle pour l'embrasser. Comme elle hurle tout en le repoussant, il la saisit et, pour qu'elle cesse de crier, l'étrangle rapidement. 
L'amant de la jeune femme, Sylvain Sautral, jeune photographe terne et d'origine modeste, est suspecté de ce crime, puis arrêté et inculpé. Grégoire Duval, vrai coupable du meurtre, est désigné juré aux assises pour le jugement du jeune homme, à la grande satisfaction de son ambitieuse épouse, l'évènement étant retentissant. Et leur deux enfants sont ravis eux aussi de l'honneur fait à leur père. Mais le pharmacien est rongé de remords et intervient de nombreuses fois durant le procès afin d'éclaircir les circonstances du crime, permettant ainsi l'acquittement de Sylvain Sautral.
Le jeune homme n'est pas vraiment quitte, les notables de la ville ne considérant pas cet acquittement comme suffisant pour l'innocenter. Le jeune couple était connu pour son libertinage qui choquait ladite bonne société provinciale, se retrouvant dans un café bourgeois du centre de la ville. Le pharmacien se voit donc contraint de se livrer afin de lever les soupçons sur le photographe. 
Personne pourtant ne veut le condamner, ceux qui savaient peut-être refusant de juger l'un des leurs. Même le jeune photographe refuse d’admettre la vérité. Lorsque Grégoire Duval va le trouver pour lui offrir de l'aider, il le trouve un pistolet à la main, décidé à mettre fin à ses jours. Et en tentant de l'empêcher de se suicider, Duval tue accidentellement le jeune homme. À la suite de cet acte la police le laisse tout de même en liberté, mais, pour éloigner le scandale, son épouse, aidée du commissaire et d'un ami médecin, le fait interner dans une clinique psychiatrique où il devra séjourner longtemps. Le pharmacien accepte finalement cette décision, certain de ne jamais vouloir ressortir de cet emprisonnement comblant son désir de punition.

## Fiche technique
Sauf indication contraire, les informations mentionnées dans cette section peuvent être confirmées par les bases de données cinématographiques  présentes dans la section « Liens externes ».

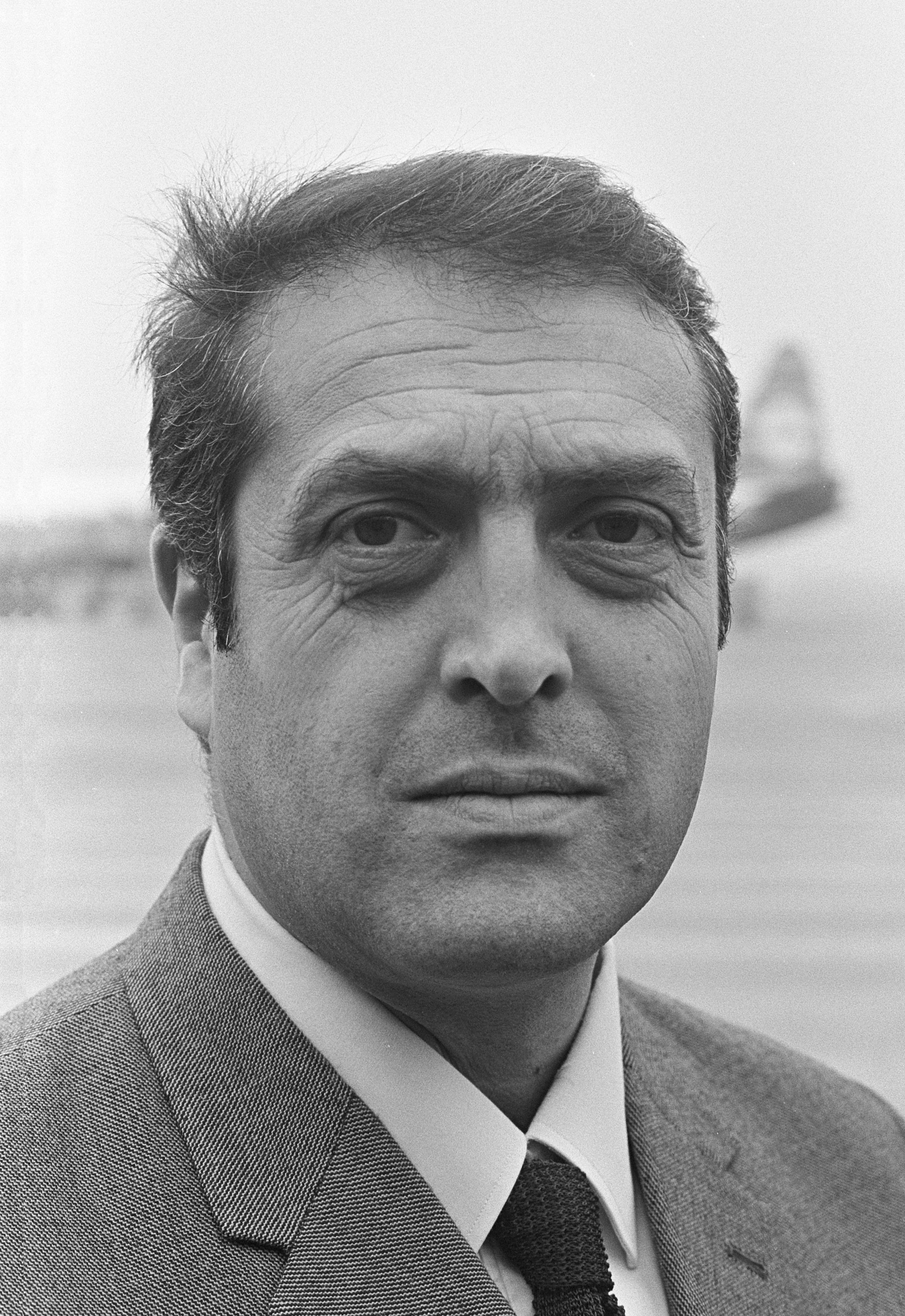
Georges Lautner, réalisateur du film (en 1966).

- Titre : Le Septième Juré (également typographié Le 7ème Juré)
- Réalisation : Georges Lautner
  - Assistants réalisateurs : Bertrand Blier, Claude Vital, Renaud de Dancourt
- Scénario : Jacques Robert, d'après le roman de Francis Didelot
  - Dialogues : Pierre Laroche
- Musique : Jean Yatove
- Photographie : Maurice Fellous
- Montage : Michelle David
- Décors : Robert Bouladoux
- Son : Antoine Archimbaud
- Affiche : Vanni Tealdi (France)
- Production : Lucien Viard
- Société de production : Orex Films S.A.
- Société de distribution : Pathé
- Pays de production :  France
- Langues originales : français, allemand
- Format : noir et blanc — 35 mm — 1,66:1 — son mono (Western Electric)
- Tirage : Laboratoire G.T.C de Joinville
- Genre : Film dramatique
- Durée : 94 minutes (1 h 34)
- Date de sortie :
  - France : 18 avril 1962

## Distribution
Sauf indication contraire, les informations mentionnées dans cette section peuvent être confirmées par les bases de données cinématographiques  présentes dans la section « Liens externes ».

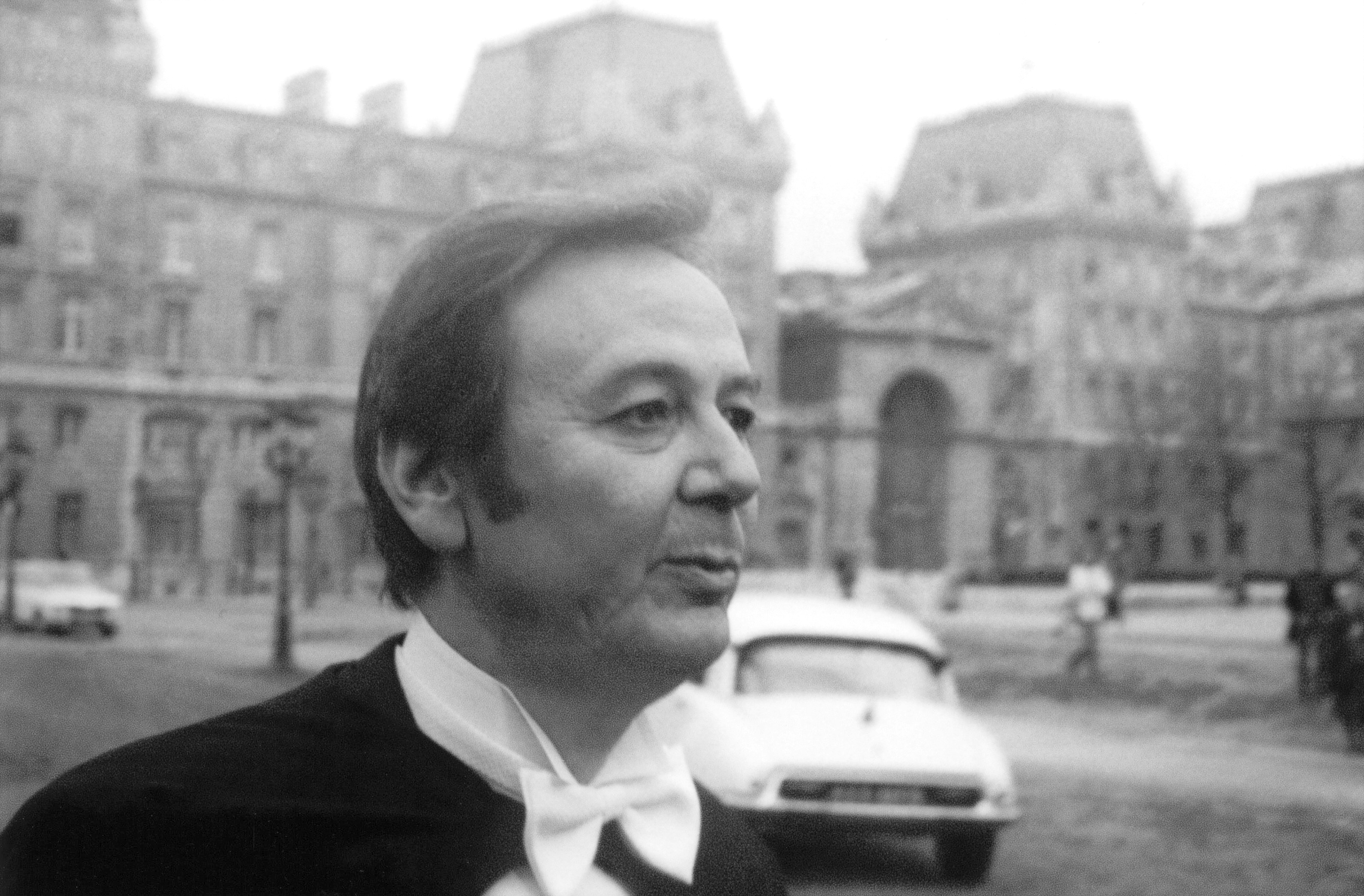
Maurice Biraud (ici en 1976), interprète du Dr Hess.

- Bernard Blier : Grégoire Duval, pharmacien
- Danièle Delorme : Geneviève Duval, la femme de Grégoire
- René Tramoni (René Renal) : Laurent Duval, leur fils
- Paloma Matta : la fille des Duval
- Jacques Riberolles : Sylvain Sautral, l'ami de la victime, photographe et accusé
- Françoise Giret : Catherine Nortier, la victime
- Camille Guérini : le président du tribunal
- Francis Blanche : le procureur général
- Yves Barsacq : Maître Andreux, l'avocat de la défense
- Jacques Monod : le juge d'instruction
- Albert Rémy : le commissaire de police
- Maurice Biraud : le docteur Hess, vétérinaire
- Henri Crémieux : le médecin légiste
- Robert Dalban : le pêcheur sur sa barque
- Anne Doat : Alice Moreux, témoin à l'audience et maîtresse de Sylvain
- Madeleine Geoffroy : Mme Sevestrain, témoin à l'audience
- Jean-Pierre Moutier : Albert Testut, un témoin à l'audience
- Charles Lavialle : le percepteur
- Raymond Meunier : Henri Souchon, le patron de la brasserie
- Catherine Le Couey : Mme Souchon, la patronne de la brasserie
- Jean Sylvère : Philibert, l'employé de la pharmacie
- Barbara Brand : la danseuse

## Production

### Tournage
Le film a entièrement été tourné à Pontarlier, dans le département du Doubs et dans sa région (Haut-Doubs) et les premières images du film présentent le lac de Saint-Point, le plus grand lac naturel de Bourgogne-Franche-Comté. La scène de la confession est tournée à l'abbatiale de Romainmôtier en Suisse.

### Musique
Le compositeur français Jean Yatove est l'auteur de la bande originale du film.
Le film commence sur le concerto de l'été tiré des Quatre Saisons d'Antonio Vivaldi. Ce concerto est par la suite souvent utilisé comme accompagnement sonore lié aux souvenirs que l'assassin a gardé de la jeune fille assassinée.
Une autre musique préexistante est entendue lors du début du repas familial entre Grégoire, son épouse et ses deux enfants : il s'agit d'une chanson de rock'n roll chantée par l'artiste américain Clay Douglas.

## Analyse
Le film commence immédiatement par la scène du premier meurtre avec, en voix off, celle de Bernard Blier qui s'exprime comme la voix de la conscience du tueur.

## Autres films sur le sujet
- Une adaptation du roman a été faite en 2007 pour la télévision. Ce téléfilm , également intitulé Le Septième Juré , est réalisé par Édouard Niermans et Jean-Pierre Darroussin interprète le rôle principal. Le scénario présente de nombreuses différences avec celui du film de Georges Lautner.
- Juré n° 2 reprend (involontairement ?) l'argument principal du film[réf. nécessaire].